# 모리오카 레이멘

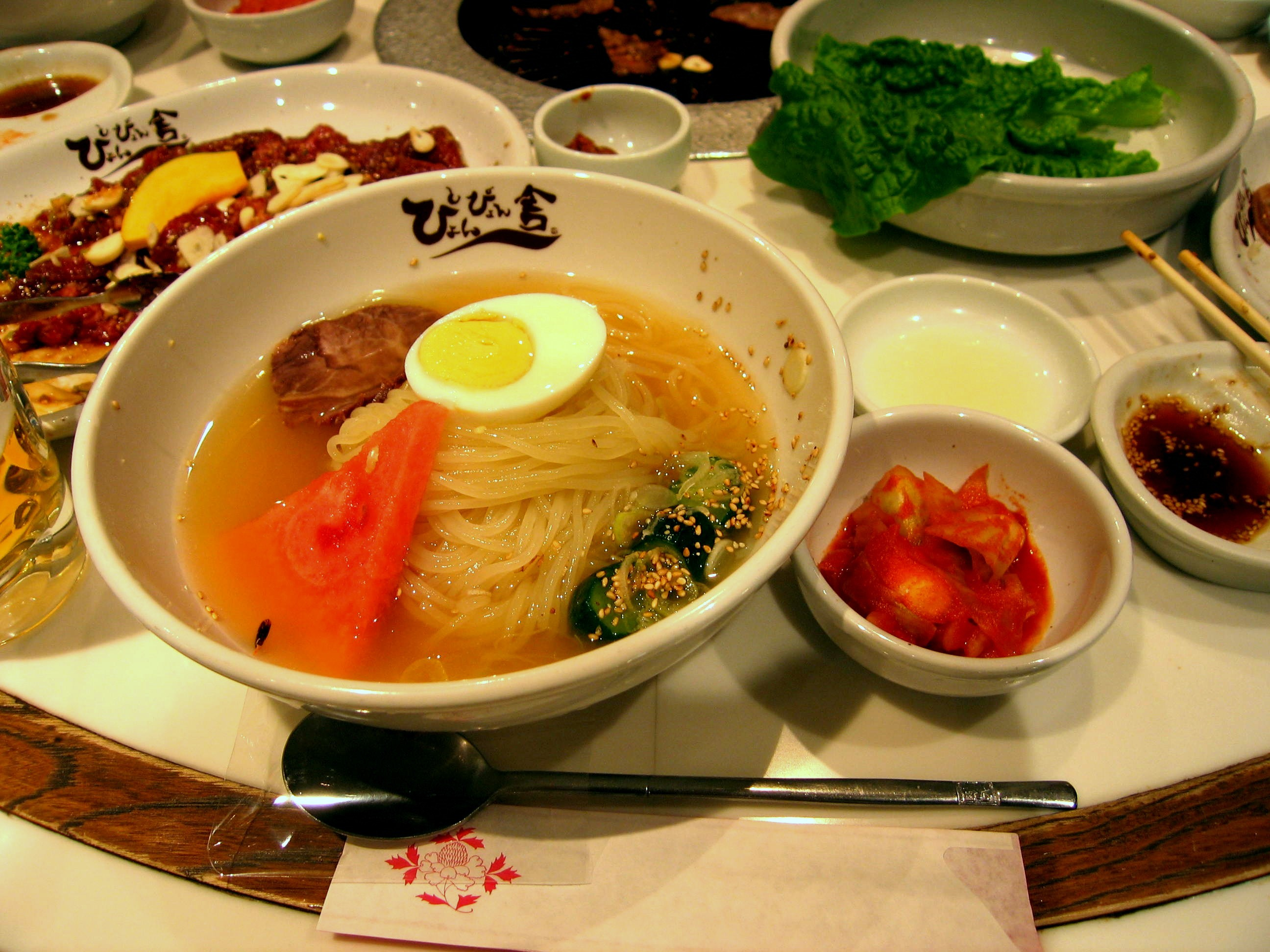
뿅뿅사의 모리오카 레이멘

모리오카 레이멘(일본어: 盛岡冷麺) 또는 모리오카 냉면(盛岡冷麵)은 일본 이와테현 모리오카시의 냉면 요리이다. 완코 소바와 모리오카 자자멘과 함께 ‘모리오카 3대 면요리’로 불리며, 모리오카 시에서는 대표 특산물로 선정하고 '냉면지도'를 만들었다. 한국의 냉면과는 달리 메밀을 쓰지 않고 전분과 밀가루로만 만든다

## 역사
1954년 일본으로 이주한 재일 한국인 1세인 양용철(楊龍哲, 일본어: 青木輝人, 아오키 데루토)이 그의 고향인 함흥의 냉면을 모태로 하여 모리오카에 냉면집 《식도원》(食道園)을 연 것이 시초이다. 매운 맛을 좋아했던 양용철은 한국식으로 깍두기를 듬뿍 넣어서 판매하였지만, 매운 맛에 익숙하지 않던 일본인들에게 판매 초기에는 외면 당하기도 하였다. 식도원의 냉면이 인기를 끌자 다른 재일동포들도 《삼천리》, 《명월관》 등을 열었고, 현재도 많은 냉면집이 모리오카 시에서 운영되고 있다.
매운맛과 순한맛을 선택할 수 있으며, 한 그릇에 850엔 정도의 가격으로 판매되고 있다.

## 갤러리

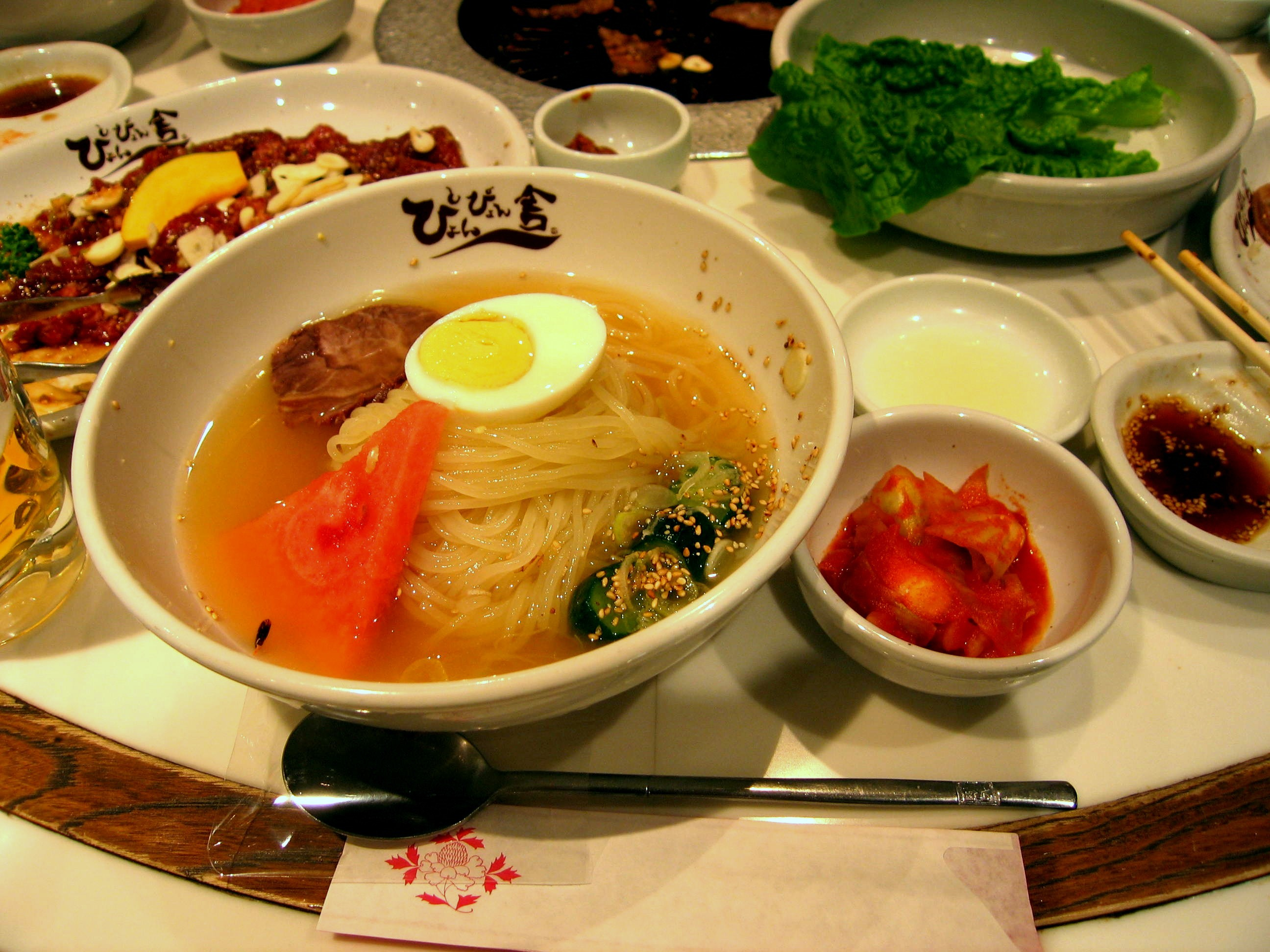
모리오카 레이멘1
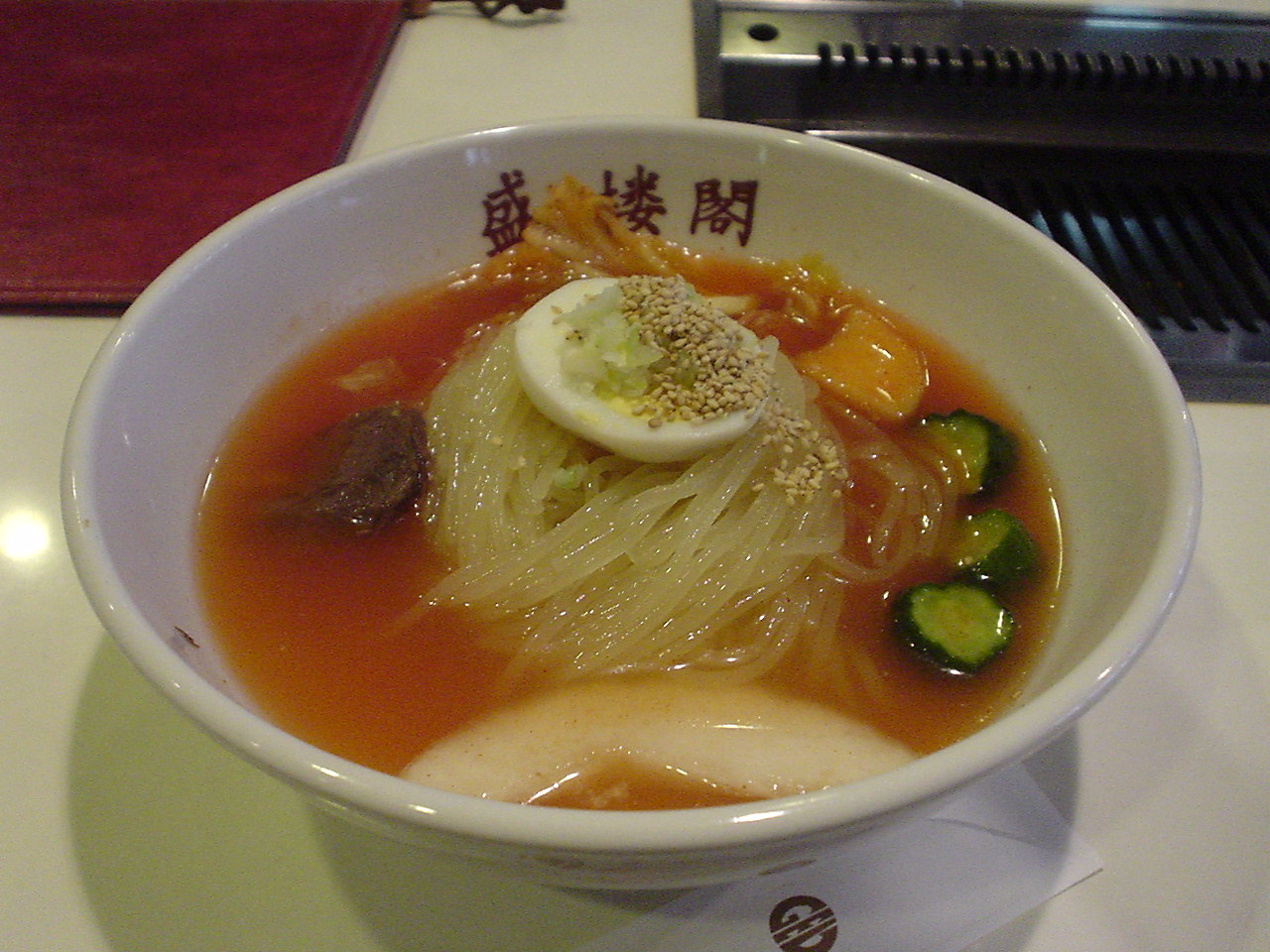
모리오카 레이멘2
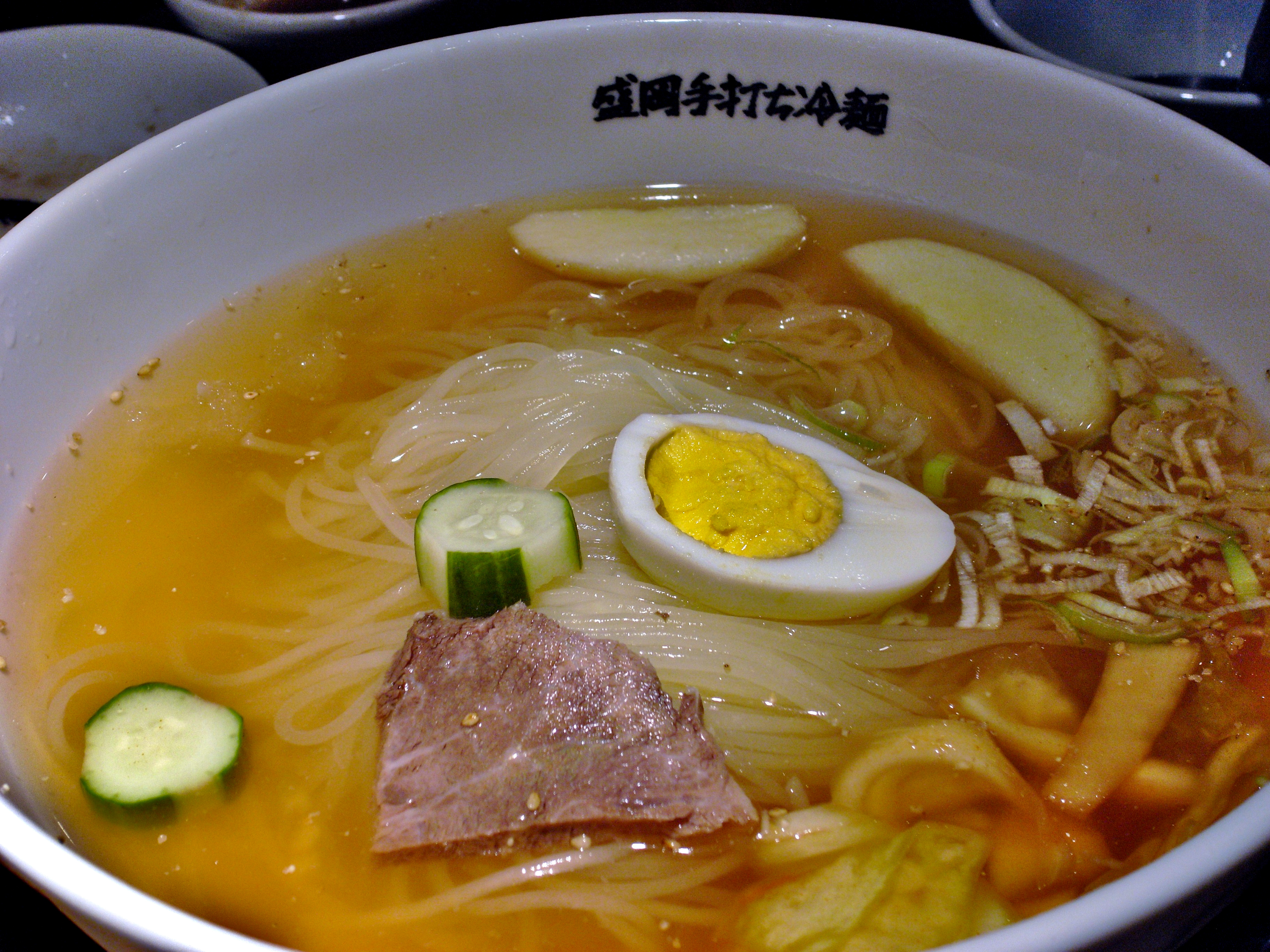
도쿄의 모리오카 레이멘

## 같이 보기
- 재일 한국인
- 한국계 일본인
- 냉면